# Rhaphuma falx
Rhaphuma falx är en skalbaggsart som beskrevs av Holzschuh 1991. Rhaphuma falx ingår i släktet Rhaphuma och familjen långhorningar. Inga underarter finns listade i Catalogue of Life.